# Italiani di Crimea
Gli italiani di Crimea (in russo Итальянцы Крыма?; in ucraino Італійці Криму?) sono una minoranza etnica residente nell'omonima penisola, il cui nucleo più consistente si trova nella città di Kerč'.

## Storia

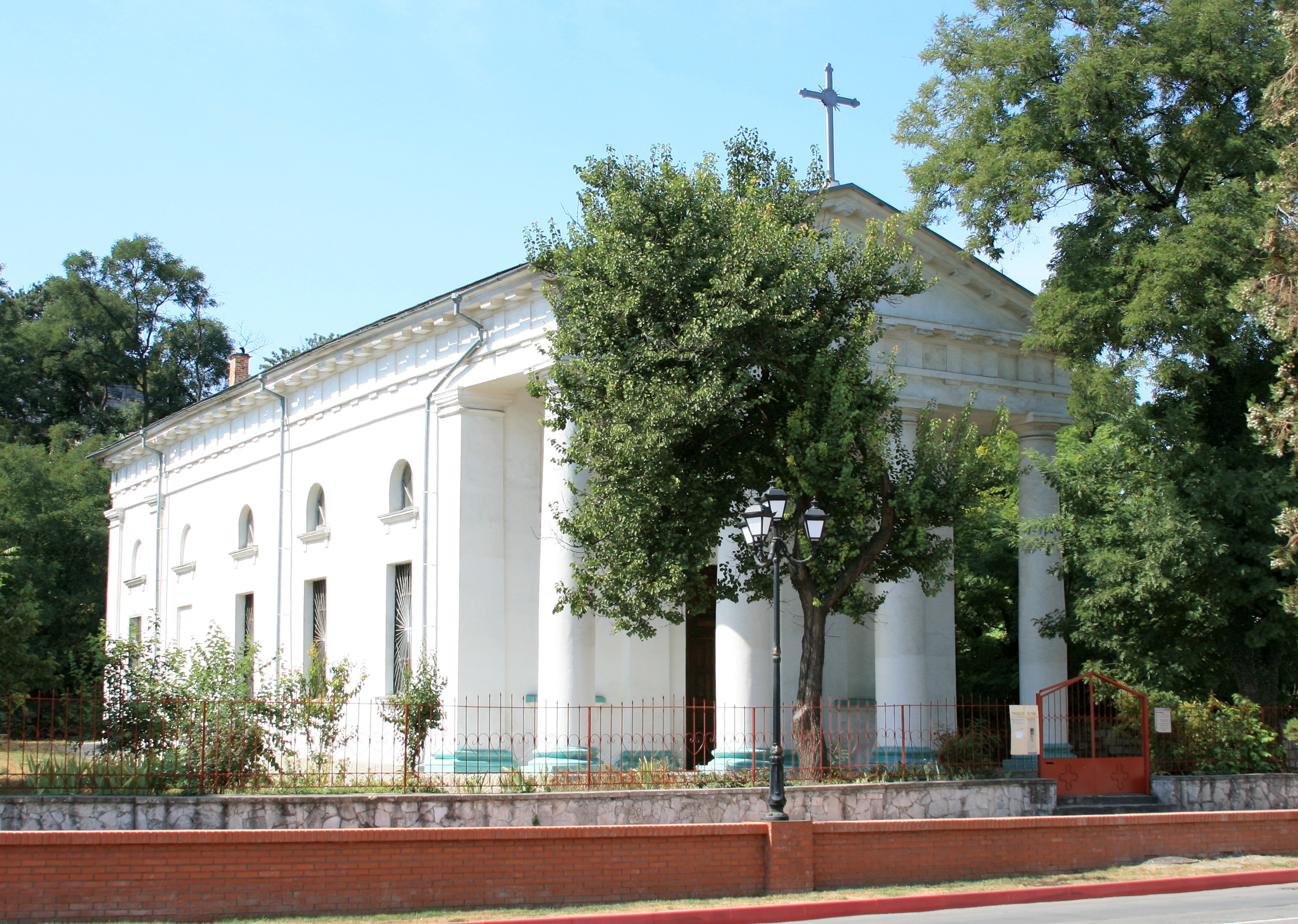
Chiesa cattolica di Santa Maria Assunta a Kerč'

La presenza di popolazioni italiane in Ucraina e Crimea ha una storia che risale ai tempi della Repubblica di Genova e di Venezia.
Un flusso migratorio italiano giunse a Kerč' all'inizio dell'Ottocento. Nel 1820 in città abitavano circa 30 famiglie italiane provenienti da varie regioni. Il porto di Kerč' era regolarmente frequentato da navi italiane ed era stato aperto anche un consolato del Regno di Sardegna. Uno dei viceconsoli, Antonio Felice Garibaldi, era lo zio di Giuseppe Garibaldi.
Fra il 1820 e la fine del secolo giunsero in Crimea, nel territorio di Kerč', emigranti italiani provenienti soprattutto dalle località pugliesi di Trani, Bisceglie e Molfetta, allettati dalla promessa di buoni guadagni e dalla fertilità delle terre e dalla pescosità dei mari. Erano soprattutto agricoltori, uomini di mare (pescatori, commercianti, capitani di lungo corso) e addetti alla cantieristica navale. La città di Kerč' si trova infatti sull'omonimo stretto che collega il Mar Nero col Mar d'Azov. Presto si aggiunse un'emigrazione più qualificata, con architetti, notai, medici, ingegneri e artisti.
Nel 1840 gli italiani - cattolici in una zona prevalentemente ortodossa con una minoranza musulmana (i tatari) - progettarono e costruirono a loro spese una chiesa cattolica, detta ancora oggi "la chiesa degli Italiani". All'inizio del Novecento la chiesa aveva un parroco italiano, poi cacciato durante il bolscevismo, quando la chiesa fu chiusa e trasformata prima in una palestra e poi in un deposito di masserizie.
Gli italiani si diffusero anche a Feodosia (l'antica colonia genovese di Caffa), Simferopoli, Odessa, Mariupol e in alcuni altri porti russi e ucraini del Mar Nero, soprattutto a Novorossijsk e Batumi.
Secondo il Comitato statale ucraino per le nazionalità, nel 1897 gli Italiani sarebbero stati l'1,8% della popolazione della provincia di Kerč', percentuale passata al 2% nel 1921; alcune fonti parlano specificatamente di tremila o cinquemila persone.
Alla vigilia della prima guerra mondiale a Kerč' c'era una scuola elementare italiana, una biblioteca, una sala riunioni, un club e una società cooperativa, luoghi d'incontro per la comunità unita e agiata. Il giornale locale Kerčenskij Rabocij in quel periodo pubblicava regolarmente articoli in lingua italiana.
Con l'avvento del bolscevismo, alcune famiglie fuggirono in Italia via Costantinopoli, gli altri furono perseguitati con l'accusa di simpatizzare per il fascismo.

### Collettivizzazione, persecuzione e deportazione
A metà degli anni venti, gli emigrati italiani antifascisti rifugiati in Unione Sovietica furono inviati a Kerč' per "rieducare" la minoranza italiana: furono loro a decidere la chiusura della chiesa, a sostituire i maestri di scuola con personale politicamente più organico alle direttive del partito, a infiltrarsi nella comunità italiana per coglierne i malumori e riferire alla polizia segreta. Nel quadro della collettivizzazione forzata delle campagne, gli italiani furono obbligati a creare il kolchoz "Sacco e Vanzetti" guidato da Marco Simone, un italiano di Kerč' che aveva subito aderito al nuovo corso; coloro che non vollero farne parte furono obbligati ad andarsene, lasciando ogni avere, o furono arrestati. A seguito di ciò, nel censimento del 1933 la percentuale degli italiani risultava scesa all'1,3% della popolazione della provincia di Kerč'.
Infine, tra il 1935 e il 1938, le purghe staliniane fecero sparire nel nulla molti italiani, arrestati con l'accusa formale di spionaggio in favore dell'Italia e di attività controrivoluzionarie.
Nel 1942, a causa dell'avanzamento della Wehrmacht in Ucraina e in Crimea, le minoranze nazionali presenti sul territorio finirono deportate con l'accusa di collaborazionismo, seguendo il destino della minoranza tedesca già deportata nell'agosto 1941 durante l'Operazione Barbarossa. La deportazione della minoranza italiana iniziò il 29 gennaio 1942 e chi era sfuggito al primo rastrellamento fu catturato e deportato l'8 e il 10 febbraio 1942: l'intera comunità, compresi i rifugiati antifascisti che si erano stabiliti a Kerč', venne radunata e costretta a mettersi in viaggio verso i Gulag. A ciascuno di loro fu permesso di portare con sé non più di 8 chilogrammi di bagaglio.
Il convoglio attraversò i territori di Russia, Georgia, Azerbaigian, Turkmenistan, Uzbekistan e Kazakistan: via mare da Kerč' a Novorossijsk, poi via terra fino a Baku, fu quindi attraversato il Mar Caspio fino a Krasnovodsk e infine, nuovamente sui binari, i deportati giunsero sino ad Atbasar, per essere poi dispersi nella steppa tra Akmolinsk e Karaganda, dove furono accolti da temperature fra i 30 e i 40 gradi sotto zero, che li decimarono. Lo stretto di Kerč' e il Mar Caspio furono attraversati con navi sulle quali gli italiani erano confinati nella stiva; una di esse fu affondata nel corso di un bombardamento tedesco e tutti i deportati a bordo perirono. A causa della lentezza con cui procedevano i convogli, il viaggio verso il Kazakistan durò quasi due mesi. Durante il viaggio morirono centinaia di deportati e fra loro tanti bambini.
Scrisse Giulia Giacchetti Boico:
Una volta giunti a destinazione, gli italiani furono sottoposti a processi sommari e condannati a pene detentive fino a 10 anni di prigionia da scontare nei campi di lavoro, dove quindi restarono rinchiusi per diversi anni dopo la fine della guerra. Nei Gulag la comunità italiana fu quasi annientata dalla fame, dal freddo, dalle malattie e dai lavori forzati. Dei circa 1.500 deportati censiti negli anni '90, dopo la dissoluzione dell'URSS, riuscirono a tornare in Crimea solo in 78 (dati ufficiali del ministero dell'Interno sovietico). Considerando che alcune decine di italiani - per lo più vedove con bambini piccoli - non ce la fecero ad affrontare il viaggio di ritorno e quindi si stabilirono nelle regioni sovietiche dell'Asia Centrale, si calcola che i sopravvissuti, in totale, non furono più dei 10 per cento dei deportati.
Una volta tornati a Kerč', molti degli italiani celarono la loro origine etnica e alcuni ottennero la russificazione del nome. Ma all'interno della comunità le famiglie hanno continuato a incontrarsi e hanno tramandato la lingua italiana ai figli e ai nipoti. I tragici eventi hanno instillato nei sopravvissuti alla deportazione il timore di essere riconosciuti come italiani tanto che anche dopo la fine dell'Unione Sovietica molti testimoni diretti della deportazione erano restii a raccontare la propria esperienza per paura di discriminazioni o ritorsioni.

## 2008 - 2022
La popolazione degli italiani di Crimea ammonta a circa trecento persone, anche se un censimento ufficiale non è mai stato effettuato. La maggior parte di loro risiede a Kerč', dove nel 2008 è stata costituita l'associazione "C.E.R.K.I.O." (Comunità degli Emigrati in Regione di Crimea - Italiani di Origine, presieduta da Giulia Giacchetti Boico), i cui obiettivi sono: 
1. la salvaguardia e la promozione della conoscenza della lingua e della cultura italiane, attraverso corsi tenuti gratuitamente dagli stessi associati; presso la sede dell'associazione è stata anche allestita una biblioteca di volumi in italiano giunti in dono dall'Italia, si proiettano film in italiano e si tengono corsi di cucina italiana[5][6];
2. il riconoscimento dello status di minoranza perseguitata e deportata, sia per ristabilire la verità storica sia per poter usufruire di alcuni vantaggi di tipo economico riservati alle vittime del comunismo;
3. il consolidamento dei rapporti istituzionali con l'Italia;
4. la ricostruzione dell'albero genealogico degli italiani di Crimea, reso estremamente difficoltoso dal fatto che quando fu attuata la deportazione a tutti gli italiani vennero sequestrati i documenti di identità e molti dei superstiti, pur parlando italiano, sono impossibilitati a dimostrare le proprie origini.

A livello istituzionale dopo la prima interrogazione parlamentare in Italia sul tema, che risale al 1998, ci sono state altre iniziative con interventi alla Camera e al Senato rispettivamente nel 2009 e 2010.
A seguito dell'occupazione militare e annessione della Crimea alla Russia nel 2014 l'interlocutore dell'associazione Cerkio è divenuto il governo della Crimea e in seconda battuta il governo russo. Il 21 aprile 2014 la presidenza russa ha emanato un decreto per il riconoscimento delle minoranze crimeane perseguitate dallo stalinismo, omettendo però di includere quella italiana. A questa mancanza è stato posto rimedio il 12 settembre 2015, a seguito dell'incontro a Jalta fra il presidente Vladimir Putin e una delegazione dell'associazione Cerkio guidata dalla presidente Giulia Giacchetti Boico. All'incontro era presente anche Silvio Berlusconi. Il presidente russo ha emendato il decreto e ora gli italiani sono stati a tutti gli effetti riconosciuti come minoranza perseguitata e deportata.
Per testimoniare le sofferenze degli Italiani di Crimea è stata allestita una mostra fotografica itinerante presentata in tutta Italia e anche all'estero (Mosca, Kerč', Cracovia, Katowice), disponibile anche in russo e in polacco.